# ピラールプレス
ピラールプレス（英称：PILAR PRESS）は、医学・コメディカル系出版社。2004年6月に設立。設立当初は新宿にオフィスを構えていたが、何度か移転し現在は文京区湯島に本社を構える（2016年現在）。
2011年の横田順彌『近代日本奇想小説史 明治篇』が、2011年に第32回日本SF大賞特別賞を、2012年には第24回大衆文学研究賞大衆文学部門および第65回日本推理作家協会賞評論その他部門を受賞している。
| スタブアイコン | サブスタブ | この項目は、まだ閲覧者の調べものの参照としては役立たない、企業に関連した書きかけの項目です。この項目を加筆・訂正などしてくださる協力者を求めています（PJ:経済）。 |